# Van Tienhoven (geslacht)
Van Tienhoven (ook: Van Tienhoven van den Bogaard) is een uit Ameide afkomstig geslacht dat openbare bestuurders leverde.

## Geschiedenis
De stamreeks begint met Jan Balthusz. die geboren was in Ameide maar zich later te Tienhoven vestigde waaraan nageslacht zijn naam ontleende; hij werd er tevens schepen. Vanaf de achttiende eeuw werden telgen aannemers in Werkendam en De Werken. Ook latere telgen werden bestuurders op regionaal, provinciaal en nationaal niveau. Anderen werden schrijvers of hoogleraren.

## Enkele telgen
Jan Balthusz. (†1702), schepen van Tienhoven
- Balthus Jansz. (1673-1732), heemraad van Ameide
  - Joost Ralthusz. van Tienhoven (1714-1773)
    - Pieter van Tienhoven (1744-1803), schepen en huisarmmeester te Ameide
      - Gerrit van Tienhoven (1770-1841), rijksopziener en rijksaannemer van de Alblasserwaard
        - Gijsbert van Tienhoven (1801-1864), aannemer van publieke werken te Werkendam; trouwde in 1824 met Klazina Christina van den Bogaard (1806-1864)
          - Kornelia Gerarda van Tienhoven (1826-1896); trouwde in 1853 met dr. Daniel Gualtherus Winkler (1822-1911), geneesheer
            - Christine Boxman-Winkler (1857-1924), schrijfster; trouwde in 1886 met Daniel Egbertus Henricus Boxman (1840-1897), weduwnaar van haar tante

          - Johannes Jacobus van Tienhoven van den Bogaard (1833-1897), aannemer van publieke werken en burgemeester te Werkendam, lid Provinciale Staten van Noord-Brabant; kreeg in 1838 naamstoevoeging tot Van Tienhoven van den Bogaard
          - Dr. Gerrit Pieter van Tienhoven (1836-1901), geneesheer en lijfarts van koningin Emma, id gemeenteraad van 's-Gravenhage
          - Clasina Christina van Tienhoven (1837-1881); trouwde in 1862 met Daniel Egbertus Henricus Boxman (1840-1897) die in 1886 hertrouwde met Christine Boxman-Winkler, dochter van zijn schoonzus
          - Mr. Gijsbert van Tienhoven (1841-1914), wethouder en burgemeester van Amsterdam, lid Provinciale Staten van Noord-Holland, lid Tweede en Eerste Kamer der Staten-Generaal, minister van Buitenlandse Zaken, commissaris der Koningin in de provincie Noord-Holland
            - Mr. Gijsbert van Tienhoven (1867-1900), advocaat en procureur
              - Anna Sara Maria van Tienhoven (1897-1975); trouwde in 1927 met prof. dr. Lars Thomassen (1896-1972), hoogleraar Chemical engineering Universiteit van Michigan

            - Jan Conrad van Tienhoven (1869-1920), bankier
              - Eva van Tienhoven (1898-1969); trouwde in 1923 met Justinus Hendrik Egbert baron van Nagell (1890-1972), burgemeester en kamerheer, telg uit het geslacht Van Nagell

            - Mr. dr. Pieter Gerbrand van Tienhoven (1875-1953), natuurbeschermer en medeoprichter van de Vereniging Natuurmonumenten

          - Cornelis Hendricus van Tienhoven (1846-1920), directeur Nederlandsche Bank
            - Mr. Gerrit Pieter van Tienhoven (1891-1969), bankier
            - Mr. dr. Joannes Pieter van Tienhoven (1876-1950), bankier

        - Aart Hendrik van Tienhoven (1808-1878), dijkgraaf, lid Provinciale Staten van Zuid-Holland, lid gemeenteraad van Gorinchem
        - Adrianus Balthus van Tienhoven (1809-1893), aannemer van publieke werken te Werkendam
          - Johannes Adrianus van Tienhoven (1838-1916), aannemer van publieke werken te Werkendam en dijkgraaf
            - Mr. Johannes Adrianus van Tienhoven (1881-1965), burgemeester van Hoek (Zeeland)

          - Ir. Bertus Daniel van Tienhoven (1856-1926), dijkgraaf
            - Dr. Arius van Tienhoven (1886-1965), arts
            - Adrianus Baltus van Tienhoven (1888-1931), journalist en schrijver
              - Prof. dr. Ari van Tienhoven (1922-2014), hoogleraar Cornell Universiteit te Ithaca (New York)

Geslachten die opgenomen zijn in het sinds 1910 verschijnende genealogische naslagwerk Nederland's Patriciaat. Lijst volgens opgave van het CBG Centrum voor familiegeschiedenis.
A · B · C · D · E · F · G · H · I · J · K · L · M · N · O · P · Q · R · S · T · U · V · W · Y · Z